# Taz Express
Taz Express est un jeu vidéo de plates-formes sorti en 2000 sur Nintendo 64. Le jeu a été développé par Zed Two et édité par Infogrames.
Le jeu met en scène Taz, un personnage des Looney Tunes.

## Accueil
- Jeuxvideo.com : 12/20[1]